# Parafia Wszystkich Świętych w Suwałkach
 Parafia Wszystkich Świętych – parafia prawosławna w Suwałkach, w dekanacie Sokółka należącym do diecezji białostocko-gdańskiej.
Na terenie parafii funkcjonuje 1 cerkiew:
- cerkiew Wszystkich Świętych w Suwałkach – parafialna

## Historia
Parafia została utworzona w 1840 r. Pierwszą świątynią prawosławną w Suwałkach była cerkiew Zaśnięcia Przenajświętszej Bogurodzicy, wybudowana w latach 1838–1840, poświęcona 5 maja 1840. Po odzyskaniu niepodległości przez Polskę zarówno ta cerkiew, jak i wzniesiony w latach 1900–1904 sobór polowy św. Aleksandra Newskiego zostały przekazane Kościołowi rzymskokatolickiemu. Znajdująca się na obrzeżach miasta, wzniesiona w latach 1900–1902 cerkiew polowa św. Jerzego, została całkowicie zdewastowana w czasie I wojny światowej (urządzono w niej magazyn – najpierw żywnościowy, a później zbrojeniowy) i nie nadawała się do renowacji (jej pozostałości rozebrano w latach 60. XX w.).
Świątynią parafialną od lat 20. XX w. jest drewniana cerkiew Wszystkich Świętych, wybudowana w latach 1891–1892 jako kaplica cmentarna.

## Liczba wiernych i zasięg terytorialny
W 1872 r. parafia liczyła 932, a w 1890 r. – 1875 wiernych.
W 1971 r. przeprowadzono ogólnopolską ankietę, dotycząca stanu parafii prawosławnych. W suwalskiej parafii zanotowano 20 wiernych w 11 rodzinach.
W 2022 r. parafia liczyła około 50 osób. Wierni zamieszkują Suwałki oraz powiaty suwalski i sejneński. Nabożeństwa w cerkwi parafialnej odprawiane są co 2 tygodnie.

## Wykaz proboszczów
- 1869–1882 – ks. Eliasz Rzepecki
- 1882–1887 – ks. Jan Juchnowski
- 1887–1888 – ks. Michał Pomierańcew
- 1888–1908 – ks. Leoncjusz Jankowski
- 1908–1913 – ks. Jerzy Liwotow
- 1913–1915 – ks. Andrzej Sitkiewicz
- przerwa w działalności parafii (bieżeństwo)
- 1919–1928 – ks. Antoni Marcinkiewicz
- 1928 – ks. Kondrat Fetisow
- 1928 – ks. Paweł Biełoboki
- 1928–1929 – hieromnich Innocenty (Majewski)
- 1929–1944 – ks. Włodzimierz Żeromski
- 1944–1957 – brak stałego proboszcza
- 1957–1960 – ks. Borys Dykaniec
- 1960–1964 – ks. Bazyli Szklaruk
- 1964–1984 – ks. Mikołaj Sidorski
- 1984–1997 – ks. Mikołaj Kalina
- 1997–2002 – ks. Jan Kojło
- 2002–2011 – ks. Grzegorz Biegluk
- 2011–2018 – ks. Łukasz Ławreszuk
- 2018–2022 – ks. Michał Fiedziukiewicz
- od 2022[1] – ks. Marek Kozłowski